# Masdevallia rhodehameliana
Masdevallia rhodehameliana är en orkidéart som beskrevs av Carlyle August Luer. Masdevallia rhodehameliana ingår i släktet Masdevallia och familjen orkidéer.
Artens utbredningsområde är Peru. Inga underarter finns listade i Catalogue of Life.